# Queratocon
El queratocon (del gr. κέρατος—, "banya", "còrnia"; i κῶνος, "con") és una malaltia que afecta a la còrnia, fent que s'aprimi pel centre i es deformi cap endavant. El teixit del voltant va perdent la curvatura esfèrica adquirint la forma d'un con. És una malaltia bilateral -afecta els dos ulls-, encara que molts cops és asimètric: el quertocon d'un ull està més desenvolupat que l'altre. És una malaltia progressiva, encara que pot arribar a estabilitzar-se en un moment donat. No existeixen paràmetres totalment fiables per a pronosticar si un queratocon es quedarà com està o progressarà. En línies generals, la gravetat i la progressió guarden certa relació amb l'edat d'aparició. Sol presentar-se en l'adolescència i a l'adult jove: com més aviat aparegui és d'esperar que progressarà més i més aviat. És de millor pronòstic si es detecta en l'edat adulta.

## Història
En una dissertació doctoral de 1748, un oftalmòleg alemany cridat Burchard Mauchart va proveir una descripció primerenca d'un cas de queratocon, al que va denominar staphyloma diaphanum. No obstant això, no va ser fins a 1854 quan el metge britànic John Nottingham va descriure amb claredat aquest fenomen i ho va distingir d'altres estasis de la còrnia.
Nottingham va reportar els casos de "còrnia cònica" que havia observat, i va descriure diverses de les característiques clàssiques de la malaltia, incloent poliopia, debilitat de la còrnia, i dificultat per a trobar lents correctives apropiades per al pacient.
En 1859 el cirurgià britànic William Bowman va usar un oftalmoscopi (recentment inventat pel metge i físic alemany Hermann von Helmholtz) per a diagnosticar el queratocon i va descriure com graduar l'angle en el mirall de l'instrument per a veure de la millor manera la forma cònica de la còrnia.
Bowman també va intentar restaurar la visió estirant l'iris amb un fi ganxo inserit a través de la còrnia i estirant la pupil·la en una escletxa estenopeica vertical. Va reportar que aquesta tècnica havia tingut èxit, ja que havia restaurat la visió d'una noia de 18 anys que prèviament era incapaç de veure objectes a una distància de 20 cm.
En 1869 l'oftalmòleg suís Johann Horner va escriure una tesi titulada On the treatment of keratoconus, i el trastorn adquirí el nom actual.

## Causes
Les causes són desconegudes, encara que es coneixen factors hereditaris i certes relacions amb malalties genètiques.
El que si que es coneix són les variacions microscòpiques que es produeixen. En el queratocon existeix una manca d'enllaços entre el col·lagen que forma el teixit corneal, fet que provoca que la còrnia sigui massa laxa. A causa de l'alta pressió a què està sotmesa des de l'interior de l'ull, a poc a poc la còrnia va cedint.

## Diagnòstic
Quan el quadre està avançat, podem veure alguns signes en la làmpada de fenedura, però existeixen certs aparells que troben el queratocon de forma precoç. Bàsicament, els podem englobar sota l'apel·latiu de topògrafs. Realitzen un mapejat de la còrnia, com un escàner o una fotografia en tres dimensions. Actualment, la tecnologia permet utilitzar diverses tècniques per a obtenir dades de la superfície anterior (el que està en contacte amb la llàgrima i l'exterior), la superfície posterior (la qual dona a l'interior de l'ull) i la grossor.
Els primers aparells que van aparèixer són els topògrafs de superfície. Ens mostren un mapa de la superfície anterior. Ofereix les imatges més conegudes del queratocon. A més, són intuïtivament més fàcils de comprendre. Actualment, un estudi de la còrnia que pretengui ser exhaustiu (com el previ a la cirurgia làser) seria incomplet només amb la topografia de superfície, necessitaríem estudiar també la superfície posterior i un mapa complet del grossor fil per randa.

## Tractament

### No invasiu

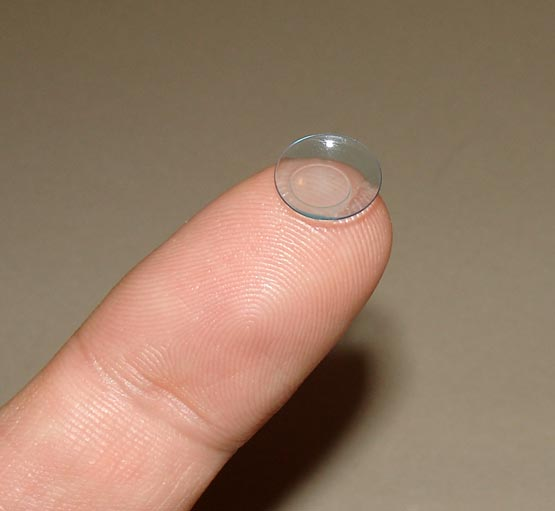
Lent semirígida.

El tractament a realitzar no sempre és el mateix, varia molt en funció del desenvolupament del queratocon. Partim de la base que no guarim, i fins fa poc no es podia contenir molt la progressió, de manera que la idea és combatre les complicacions derivades. Així, les opcions disponibles, de menys a més intervencionistes són:
- Actitud expectant: és a dir, no actuar. Si un queratocon és lleu, no causa símptomes de disconfort i es corregeix amb ulleres o lents de contacte.

- Lents semirígides: Aquest és el tractament amb el qual se solen mantenir controlats una gran part dels pacients. Quan el queratocon està produint un astigmatisme irregular que cursa amb dolenta visió àdhuc amb graduació corregida (òpticament només es poden corregir astigmatismes regulars), es recorre a aquest tipus de lents de contacte. També quan apareixen altres símptomes de desconfort. La llentilla semirígida té com característica certa rigidesa. En aplicar-se sobre la còrnia, l'aplana, modificant la zona cònica i retornant-la (fins a cert punt) a la seva posició correcta. La còrnia és un teixit elàstic, i la còrnia amb queratocon no és una excepció. En "aixafar el con" es redueix molt la curvatura anòmala responsable de l'astigmatisme irregular, amb el que el pacient torna a recuperar visió. La lent de contacte actua com cos rígid que modela la curvatura corneal, però corregeix l'astigmatisme irregular amb les característiques òptiques de la seva lent.

### Quirúrgic
En alguns casos:
- Trasplantament de còrnia.
- Cirurgia refractiva.
- Cross-Linking: cirurgia ocular que atura l evolució del queratocon encara que no millora la visió.

### Coadjuvant
- Llàgrimes artificials: el vèrtex del queratocon es pot quedar ressec, i aquest pot ser un dels factors de la presència de molèsties i dolor. Aportant llàgrimes artificials es pot controlar el problema. Aquesta mesura es pot realitzar amb llentilla semirígida o sense (en aquest últim cas, és obligatori que la llàgrima sigui sense conservants).